# Karima Souid
Karima Souid; sinh ra ở Vénissieux là một chính trị gia Tunisia, và là thành viên của Diễn đàn Dân chủ vì Lao động và Tự do (Ettakatol). Cô đã là một nghị sĩ cho khu vực bầu cử Nam Pháp kể từ tháng 10 năm 2011.